# Список первых заслуженных тренеров СССР
Список первых заслуженных тренеров СССР был опубликован в газете «Советский спорт» 7 августа 1956 года, во время финальных соревнований I Спартакиады народов СССР. «За многолетнюю педагогическую деятельность в области физической культуры и спорта и подготовку высококвалифицированных спортсменов» звание было присвоено 53 тренерам в 18 видах спорта.

## Список
| №                    | Тренер                               | Город           | ЗМС             | Основные достижения на момент присвоения звания |
| Лёгкая атлетика      | Лёгкая атлетика                      | Лёгкая атлетика | Лёгкая атлетика | Лёгкая атлетика |
| -------------------- | ------------------------------------ | --------------- | --------------- | --- |
| 1                    | Алексеев, Виктор Ильич               | Ленинград       | 1942            | - Н. Смирницкая — чемпионка Европы 1950; установила 2 РМ (1949) в метании копья. - Г. Зыбина — олимпийская чемпионка 1952, чемпионка Европы 1954, установила 7 РМ (1952—1955) в толкании ядра, призёр ЧЕ 1950 в метании копья, 1954 в метании диска. - Т. Тышкевич — бронзовый призёр ЧЕ 1954 в толкании ядра. |
| 2                    | Денисов, Николай Николаевич          | Москва          | 1942            | Тренер сборной СССР (в том числе на ОИ 1952). - В. Казанцев (с 1948) — серебряный призёр ОИ 1952, установил 2 РМ (1951, 1952) в беге на 3000 м с/пр. |
| 3                    | Ионов, Дмитрий Павлович              | Ленинград       |                 | Директор Всесоюзного НИИ физической культуры (1950—1954), ректор ГДОИФК (с 1954). Тренер сборной СССР (в том числе на ОИ 1952). - Г. Попова (Виноградова) — установила 2 РМ в прыжке в длину и РМ в эстафете 4×100 м (1955). |
| 4                    | Марков, Дмитрий Петрович             | Москва          | 1940            | Заведующий кафедрами лыжного спорта (1937—1947) и лёгкой атлетики (1947—1950) ГЦОЛИФК. Старший тренер сборной СССР по метаниям (в том числе на ОИ 1952). - Т. Севрюкова — чемпионка Европы 1946, установила РМ (1948) в толкании ядра. - К. Маючая — чемпионка Европы 1946 в метании копья. - А. Андреева — чемпионка Европы 1950, установила РМ (1950) в толкании ядра. - Н. Пономарёва — олимпийская чемпионка 1952, чемпионка Европы 1954, установила РМ (1952) в метании диска. - Е. Багрянцева — серебряный призёр ОИ 1952 в метании диска. - М. Голубничая — чемпионка Европы 1954, серебряный призёр ОИ 1952, установила РМ (1954) в беге на 80 м с/б. |
| 5                    | Никифоров, Григорий Исаевич          | Ленинград       | 1948            | Старший тренер сборной СССР по бегу на длинные и марафонские дистанции (с 1948, в том числе на ОИ 1952). - А. Ануфриев — бронзовый призёр ОИ 1952 в беге на 10 000 м. - В. Куц (с 1954) — чемпион Европы 1954 в беге на 5000 м, установил 5 РМ (1954—1955). - И. Филин — бронзовый призёр ЧЕ 1954 в марафоне. |
| 6                    | Озолин, Николай Георгиевич           | Москва          | 1937            | Директор Всесоюзного НИИ физической культуры (c 1954). Возглавлял Главный тренерский совет на ОИ 1952. - Л. Щербаков — чемпион Европы 1950, 1954, серебряный призёр ОИ 1952, установил РМ (1953) в тройном прыжке. |
| 7                    | Синицкий, Зосима Петрович            | Киев            | 1945            | - Н. Коняева — бронзовый призёр ЧЕ 1954, установила 3 РМ (1954) в метании копья. - Е. Буланчик — чемпион Европы 1954 в беге на 110 м с/б. |
| 8                    | Хоменков, Леонид Сергеевич           | Москва          |                 | Гостренер по лёгкой атлетике Спорткомитета СССР (1949—1953), главный тренер сборной СССР (в том числе на ОИ 1952). |
| 9                    | Шукевич, Евгений Михайлович          | Минск           |                 | - М. Кривоносов — чемпион Европы 1954, установил 5 РМ (1954—1956) в метании молота. |
| Гимнастика           |                                      |                 |                 | |
| 10                   | Астафьев, Борис Николаевич           | Москва          | 19..            | - Г. Урбанович — олимпийская чемпионка 1952 в команде, 7-кратная абсолютная чемпионка СССР (1943—1948, 1950). - В. Беляков — олимпийский чемпион 1952 в команде, 2-кратный абсолютный чемпион СССР (1944, 1947). - Г. Минаичева — олимпийская чемпионка 1952, чемпионка мира 1954 в команде. |
| 11                   | Егнаташвили, Георгий Семёнович       | Тбилиси         | 1936            | |
| 12                   | Карагезян, Семён Абрамович           | Ереван          |                 | - Г. Шагинян — олимпийский чемпион 1952 и чемпион мира 1954 в упражнении и в команде. - А. Азарян — чемпион мира 1954 в упражнении и в команде, 2-кратный чемпион Европы 1955 в упражнениях. |
| 13                   | Мишаков, Александр Семёнович         | Киев            | 1954            | Главный тренер сборной СССР (с 1952). - Л. Латынина — чемпионка мира 1954 в команде. - Б. Шахлин — абсолютный чемпион и 3-кратный чемпион в упражнениях ЧЕ 1955, чемпион мира 1954 в команде. |
| 14                   | Попов, Николай Кириллович            | Москва          |                 | Старший тренер сборной СССР. |
| Конькобежный спорт   |                                      |                 |                 | |
| 15                   | Аниканов, Иван Яковлевич             | Москва          | 1937            | Тренер сборной СССР (в том числе на ЗОИ 1956). - М. Исакова — чемпионка мира 1948—1950, 6-кратная абсолютная чемпионка СССР (1945—1951), установила РМ (1951). - Ю. Сергеев — установил 4 РМ (1952—1955). |
| 16                   | Кудрявцев, Константин Константинович | Москва          | 1940            | Главный тренер сборной СССР (в том числе на ЗОИ 1956). - О. Гончаренко — чемпион мира 1953, 1956, серебряный призёр ЧМ 1954, 1955, ЧЕ 1955, 2-кратный бронзовый призёр ЗОИ 1956. - Е. Гришин — 2-кратный олимпийский чемпион 1956, чемпион Европы 1956, установил 3 РМ (1955—1956). |
| 17                   | Сопов, Евгений Иванович              | Свердловск      | 1950            | Тренер сборной СССР (в том числе на ЗОИ 1956). - Л. Селихова — чемпионка мира 1952, 1954, серебряный призёр 1948, бронзовый призёр 1953, установила РМ (1953). - Р. Жукова — чемпионка мира 1955, серебряный призёр ЧМ 1953, 1954, 1956, бронзовый призёр ЧМ 1949, 1950, 3-кратная абсолютная чемпионка СССР (1952—1954), установила 8 РМ (1950—1953). - С. Кондакова — чемпионка мира 1956, бронзовый призёр ЧМ 1954, 1955, установила 3 РМ (1951). |
| Велосипедный спорт   |                                      |                 |                 | |
| 18                   | Осадчая, Мария Михайловна            | Москва          |                 | |
| 19                   | Шелешнев, Леонид Михайлович          | Москва          | 19..            | Главный тренер сборной СССР по шоссе (с 1952) — победителя Велогонки мира 1956. |
| Лыжный спорт         |                                      |                 |                 | |
| 20                   | Баженов, Алексей Николаевич          | Ленинград       |                 | Тренер женской сборной СССР (с 1953). - Л. Баранова — олимпийская чемпионка 1956 на 10 км, серебряный призёр в эстафете, чемпионка мира 1954 на 10 км и в эстафете. - М. Масленникова — чемпионка мира 1954 в эстафете. - В. Царёва — чемпионка мира 1954 в эстафете. |
| 21                   | Васильев, Дмитрий Максимович         | Москва          | 1934            | Главный тренер Вооруженных Сил СССР по лыжному спорту (с 1948). |
| 22                   | Карпов, Андрей Алексеевич            | Москва          | 1942            | Тренер мужской сборной СССР (с 1953). |
| 23                   | Серебряков, Владимир Алексеевич      | Москва          | 1936            | |
| Борьба классическая  |                                      |                 |                 | |
| 24                   | Анисимов, Василий Иванович           | Москва          |                 | - А. Ванин — неоднократный призёр чемпионатов СССР, исполнитель главной роли в фильме «Чемпион мира» (1953). |
| 25                   | Катулин, Алексей Захарович           | Москва          | 1936            | Заведующий кафедрой борьбы, декан спортивного факультета ГЦОЛИФКа. Тренер сборной СССР по вольной борьбе. |
| 26                   | Соловов, Александр Петрович          | Москва          | 1945            | Главный тренер Вооруженных Сил СССР по борьбе. |
| Борьба вольная       |                                      |                 |                 | |
| 27                   | Пуусепп, Эдгар Карлович              | Таллин          | 1951            | - А. Энглас — чемпион мира 1953 по классической и 1954 по вольной борьбе, 7-кратный чемпион СССР (1949—1954). - Чемпионы СССР по классической борьбе Й. Кауби (1945), Й. Лооару (1947, 1948, 1950), по вольной борьбе Э. Рунге (1953), С. Кашкин (1955), Э. Саар (1955) |
| 28                   | Тиканадзе, Михаил Егорович           | Тбилиси         |                 | - В. Балавадзе — чемпион мира 1954, 4-кратный чемпион СССР (1952—1955). - В. Гигиадзе — чемпион СССР 1952, 1953. |
| Тяжёлая атлетика     |                                      |                 |                 | |
| 29                   | Куценко, Яков Григорьевич            | Киев            | 1940            | Старший тренер сборной СССР (с 1954), тренер сборной СССР (в том числе на ОИ 1952). |
| 30                   | Спарре, Ян Юрьевич                   | Москва          | 1945            | |
| 31                   | Шатов, Николай Иванович              | Москва          | 1937            | Гостренер по тяжёлой атлетике Спорткомитета СССР (с 1950), тренер сборной СССР (в том числе на ОИ 1952). |
| Бокс                 |                                      |                 |                 | |
| 32                   | Градополов, Константин Васильевич    | Москва          | 1937            | Заведующий кафедрой бокса ГЦОЛИФКа (с 1936). Главный тренер сборной СССР (1946—1947). |
| 33                   | Денисов, Борис Семёнович             | Москва          | 1942            | - Е. Огуренков — 7-кратный чемпион СССР (1934—1945), абсолютный чемпион СССР 1943. - И. Авдеев — 4-кратный чемпион СССР (1944—1947). - В. Меднов — серебряный призёр ОИ 1952. |
| 34                   | Огуренков, Виктор Иванович           | Москва          |                 | Главный тренер сборной СССР (1948—1952, включая ОИ 1952). - Б. Степанов — серебряный призёр ЧЕ 1953, 1955, 4-кратный чемпион СССР (с 1953). |
| Баскетбол            |                                      |                 |                 | |
| 35                   | Авалишвили, Георгий Иванович         | Тбилиси         | 1955            | Старший тренер мужской команды «Динамо», Тбилиси — чемпиона СССР 1950, 1953, 1954. |
| 36                   | Спандарян, Степан Суренович          | Москва          | 1943            | Старший тренер мужской сборной СССР — чемпиона Европы 1951, серебряного призёра ОИ 1952, тренер — чемпиона Европы 1947. |
| Волейбол             |                                      |                 |                 | |
| 37                   | Осколкова, Валентина Андреевна       | Москва          | 1942            | Старший тренер женской сборной СССР — чемпиона мира 1952, Европы 1950, 1951. |
| 38                   | Чинилин, Анатолий Иванович           | Москва          | 1944            | Старший тренер мужской сборной СССР — чемпиона мира 1952, Европы 1950, 1951. |
| Хоккей               |                                      |                 |                 | |
| 39                   | Егоров, Владимир Кузьмич             | Москва          | 1947            | Тренер сборной СССР (с 1954) — чемпиона ЗОИ 1956, мира 1954. Старший тренер команды «Крылья Советов» (с 1948). |
| 40                   | Тарасов, Анатолий Владимирович       | Москва          | 1949            | Старший тренер команды ЦСК МО (с 1947) — чемпиона СССР 1948—1950, 1955—1956. |
| 41                   | Чернышёв, Аркадий Иванович           | Москва          | 1948            | Старший тренер сборной СССР (с 1954) — чемпиона ЗОИ 1956, мира 1954. Старший тренер команды «Динамо», Москва (с 1946) — чемпиона СССР 1947, 1954. |
| Шахматы              |                                      |                 |                 | |
| 42                   | Романовский, Пётр Арсеньевич         | Москва          | 1934            | Преподаватель шахмат в МГУ (с 1947). - В. Алаторцев, Г. Лисицын, В. Чеховер — международные мастера, Г. Равинский — мастер спорта. |
| Плавание             |                                      |                 |                 | |
| 43                   | Алёшина, Клавдия Ивановна            | Ленинград       | 1937            | Тренер сборной СССР. |
| 44                   | Махин, Иосиф Иванович                | Горький         |                 | - Л. Баландин — серебряный и бронзовый призёр ЧЕ 1954, установил 3 РМ в эстафете (1953—1954) |
| Гребля академическая |                                      |                 |                 | |
| 45                   | Кабанов, Евгений Леонидович          | Москва          |                 | Начальник отдела гребли Спорткомитета СССР (с 1954), тренер сборной СССР. - И. Булаков, Вик. Иванов — чемпионы Европы 1953 и 1955 на двойке парной. |
| 46                   | Савримович, Вера Александровна       | Ленинград       |                 | - Ю. Тюкалов — олимпийский чемпион 1952 на одиночке, чемпион Европы 1954 на четвёрке распашной с рулевым. - Чемпионки Европы на четвёрке распашной с рулевой Л. Вальчук (1954), Л. Блажко (1954, 1955), Л. Кирсанова (1954), Г. Путырская (1955). |
| 47                   | Сергеев, Пётр Александрович          | Москва          |                 | |
| Стрельба пулевая     |                                      |                 |                 | |
| 48                   | Андреев, Илья Константинович         | Москва          | 1946            | Главный тренер сборной СССР (в том числе на ОИ 1952). |
| 49                   | Иохельсон, Илья Рафаилович           | Москва          |                 | - А. Богданов — олимпийский чемпион 1952, 10-кратный чемпион мира 1954. |
| 50                   | Шишагин, Борис Павлович              | Ленинград       | 1948            | |
| Стрельба стендовая   |                                      |                 |                 | |
| 51                   | Макеев, Владимир Васильевич          | Москва          | 1940            | |
| 52                   | Шинкаренко, Пётр Моисеевич           | Москва          | 1948            | |
| Футбол               |                                      |                 |                 | |
| 53                   | Качалин, Гавриил Дмитриевич          | Москва          | 1950            | Старший тренер сборной СССР (с 1955). |